# Elliptoblatta hova
Elliptoblatta hova är en kackerlacksart som beskrevs av Henri Saussure 1895. Elliptoblatta hova ingår i släktet Elliptoblatta och familjen jättekackerlackor.
Artens utbredningsområde är Madagaskar. Inga underarter finns listade i Catalogue of Life.